# Ariane Ascaride
Ariane Ascaride (Marsiglia, 10 ottobre 1954) è un'attrice e sceneggiatrice francese.

## Biografia
Moglie del regista Robert Guédiguian per il quale ha recitato in numerosi film e con il quale ha partecipato alla sceneggiatura di Le Voyage en Arménie, divide la sua attività tra teatro e cinema, dove è apparsa in film quali Marius e Jeannette, Ma vraie vie à Rouen e Al posto del cuore.
Nel 1998 ha vinto il Premio César per la migliore attrice per il suo ruolo in Marius e Jeannette, e successivamente è stata candidata allo stesso premio per Marie-Jo e i suoi due amori e come migliore attrice non protagonista per Le ricamatrici. Ha inoltre vinto il premio come miglior attrice al Valladolid International Film Festival per La ville est tranquille. Nel 2006 ha vinto il premio come miglior attrice al Festival internazionale del film di Roma, per il ruolo in Le Voyage en Arménie. Nel 2019 ha vinto la Coppa Volpi per la migliore interpretazione femminile alla Mostra del cinema di Venezia, per la sua interpretazione in Gloria Mundi.

## Filmografia

### Cinema
- Antoine Vitez s'amuse avec Claudel et Brecht, regia di Maria Koleva (1976)
- La Communion solennelle, regia di René Féret (1977)
- Le Barbouillé ou la mort gaie, regia di Maria Koleva (1978)
- Retour à Marseille, regia di René Allio (1980)
- À vendre, regia di Christian Drillaud (1980)
- Dernier été, regia di Robert Guédiguian (1981)
- Vive la sociale!, regia di Gérard Mordillat (1983)
- Rouge midi, regia di Robert Guédiguian (1985)
- Ki lo sa?, regia di Robert Guédiguian (1986)
- Dieu vomit les tièdes, regia di Robert Guédiguian (1991)
- À la vie, à la mort!, regia di Robert Guédiguian (1995)
- L'Autre côté de la mer, regia di Dominique Cabrera (1997)
- Marius e Jeannette, regia di Robert Guédiguian (1997)
- Paddy, regia di Gérard Mordillat (1998)
- Calino maneige, regia di Jean-Patrick Lebel (1998)
- Le Serpent a mangé la grenouille, regia di Alain Guesnier (1998)
- Al posto del cuore (À la place du coeur), regia di Robert Guédiguian (1998)
- Mauvaises fréquentations, regia di Jean-Pierre Améris (1999)
- Lulu, regia di Jean-Henri Roger (2000)
- Nag la bombe, regia di Jean-Louis Milesi (2000)
- Nadia et les hippopotames, regia di Dominique Cabrera (2000)
- À l'attaque!, regia di Robert Guédiguian (2000)
- La strada di Félix (Drôle de Félix), regia di Olivier Ducastel e Jacques Martineau (2000)
- La ville est tranquille, regia di Robert Guédiguian (2000)
- Marie-Jo e i suoi due amori (Marie-Jo et ses deux amours), regia di Robert Guédiguian (2002)
- Ma vraie vie à Rouen, regia di Olivier Ducastel e Jacques Martineau (2002)
- Le Ventre de Juliette, regia di Martin Provost (2003)
- Mon père est ingénieur, regia di Robert Guédiguian (2004)
- Le ricamatrici (Brodeuses), regia di Eleonore Faucher (2004)
- Le Thé d'Ania, regia di Said Ould Khelifa (2005)
- Imposture, regia di Patrick Bouchitey (2005)
- Code 68, regia di Jean-Henri Roger (2005)
- Cambio di indirizzo (Changement d'adresse), regia di Emmanuel Mouret (2006)
- Le Voyage en Arménie, regia di Robert Guédiguian (2006)
- L'Année suivante, regia di Isabelle Czajka (2007)
- Miss Montigny, regia di Miel van Hoogenbemt (2007)
- Lady Jane, regia di Robert Guédiguian (2008)
- L'Armée du crime, regia di Robert Guédiguian (2009)
- Il riccio (Le Hérisson), regia di Mona Achache (2009)
- Le nevi del Kilimangiaro (Les Neiges du Kilimandjaro), regia di Robert Guédiguian (2011)
- L'Art d'aimer, regia di Emmanuel Mouret (2011)
- La delicatezza (La Délicatesse), regia di David Foenkinos e Stéphane Foenkinos (2011)
- Fanny, regia di Daniel Auteuil (2013)
- Une autre vie, regia di Emmanuel Mouret (2013)
- Au fil d'Ariane, regia di Robert Guédiguian (2014)
- Una volta nella vita (Les Héritiers), regia di Marie-Castille Mention-Schaar (2014)
- L'amore non perdona (L'amour ne pardonne pas), regia di Stefano Consiglio (2014)
- Une histoire de fou, regia di Robert Guédiguian (2015)
- Le ciel attendra, regia di Marie-Castille Mention-Schaar (2016)
- La casa sul mare (La villa), regia di Robert Guédiguian (2017)
- Isabelle, regia di Mirko Locatelli (2018)
- Les chatouilles, regia di Andréa Bescond e Eric Métayer (2018)
- Gloria Mundi, regia di Robert Guédiguian (2019)
- Divertimento, regia di Marie-Castille Mention-Schaar (2022)
- Manodopera, regia di Alain Ughetto (2022) - voce
- E la festa continua! (Et la fête continue!??), regia di Robert Guédiguian (2023)
- La gazza ladra (La Pie voleuse), regia di Robert Guédiguian (2024)

### Televisione
- L'argent fait le bonheur, regia di Robert Guédiguian - film TV (1993)
- De mère inconnue, regia di Emmanuelle Cuau – film TV (1999)
- Fracture, regia di Alain Tasmae – film TV (2010)

## Doppiatrici italiane
Nelle versioni in italiano delle opere in cui ha recitato, Ariane Ascaride è stata doppiata da:
- Ida Sansone in Marius e Jeannette, Marie-Jo e i suoi due amori
- Roberta Gasparetti in Il riccio
- Marina Tagliaferri in Manodopera
- Monica Pariante in La gazza ladra